# Валентина Илиева
Валентина Илиева-Харалампиева е българска волейболистка.
Родена е на 12 март 1962 година. Играе в националния отбор по волейбол на България, с който печели бронзов медал на Олимпиадата в Москва през 1980 година.